# Augustus 2010
Dit artikel geeft een chronologisch overzicht van belangrijke gebeurtenissen per dag in de maand augustus van het jaar 2010.

## Gebeurtenissen

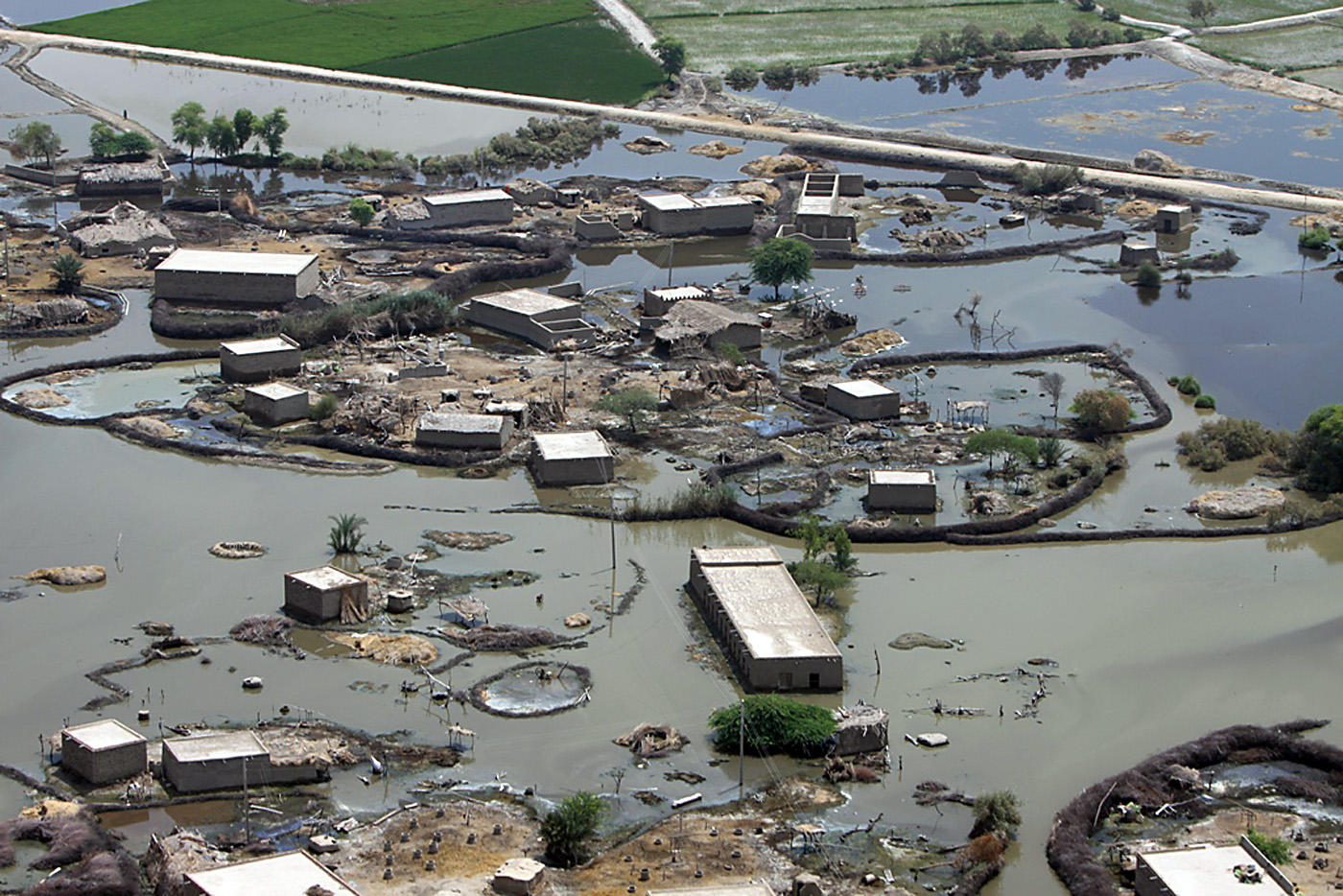
overstromingen in Pakistan

### 1 augustus
- De Nederlandse soldaten van de operatie Task Force Uruzgan beginnen met hun terugtrekking uit de Afghaanse provincie Uruzgan.
- In veertien regio's van Rusland wordt de noodtoestand uitgeroepen in verband met de hevige bosbranden die verspreid over het land woeden.
- Het dodental als gevolg van de overstromingen in het noordwesten van Pakistan loopt op van 800 naar meer dan 1.100.
- In Griekenland komt na zeven dagen een einde aan een staking van vrachtwagenchauffeurs tegen de liberalisering van de transportmarkt, nadat de overheid dreigt de vergunning van de chauffeurs in te trekken.
- In Brasilia breidt de Werelderfgoedcommissie tijdens haar 34e vergadering de UNESCO-Werelderfgoedlijst uit met onder meer de Amsterdamse grachtengordel.
- De conventie over clustermunitie wordt van kracht, waardoor het gebruik, de productie en de overdracht van clusterbommen verboden wordt in de landen die het verdrag ratificeren.

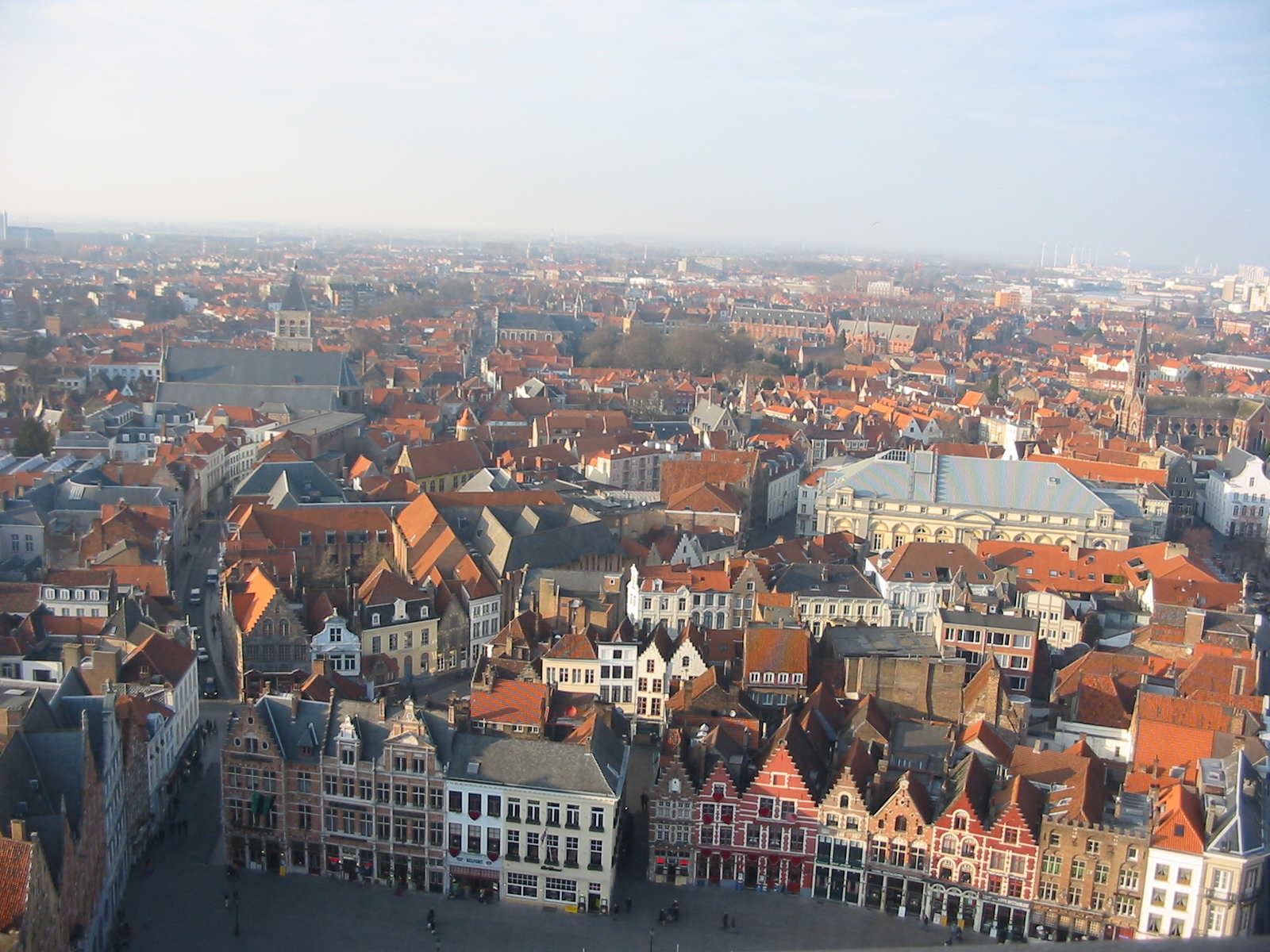
Binnenstad van Brugge

### 2 augustus
- Op Sao Tomé en Principe wordt de oppositiepartij Acção Democrática Independente van voormalig premier Patrice Trovoada de grootste partij bij de parlementsverkiezingen.
- De UNESCO-werelderfgoedcommissie voert de druk op Brugge op, om haar binnenstad als Werelderfgoed te beschermen. Het tussenvoorstel om slechts een deel van de binnenstad te beschermen wordt weggewuifd.

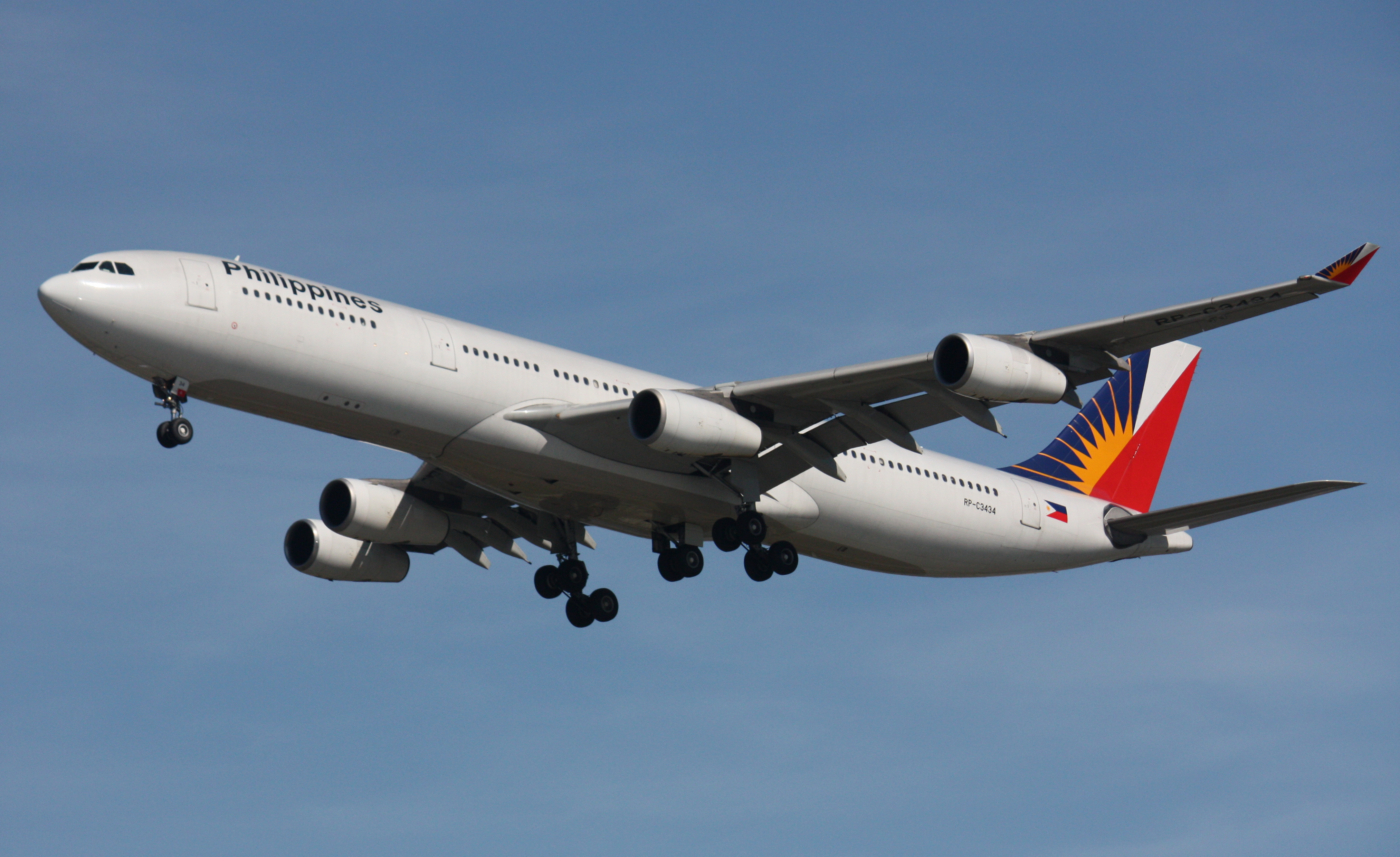
Vliegtuig van Philippine Airlines

### 3 augustus
- Een lijnvliegtuig van de Russische maatschappij Katekavia, bezig aan een binnenlandse vlucht tussen Krasnojarsk-Tsjeremsjanka en Igarka in Siberië, stort net voor de landing neer. Twaalf inzittenden overleven de klap niet.
- Philippine Airlines, de grootste luchtvaartmaatschappij van de Filipijnen, komt in ernstige problemen door het plotselinge ontslag van 25 piloten en moet tientallen vluchten schrappen.

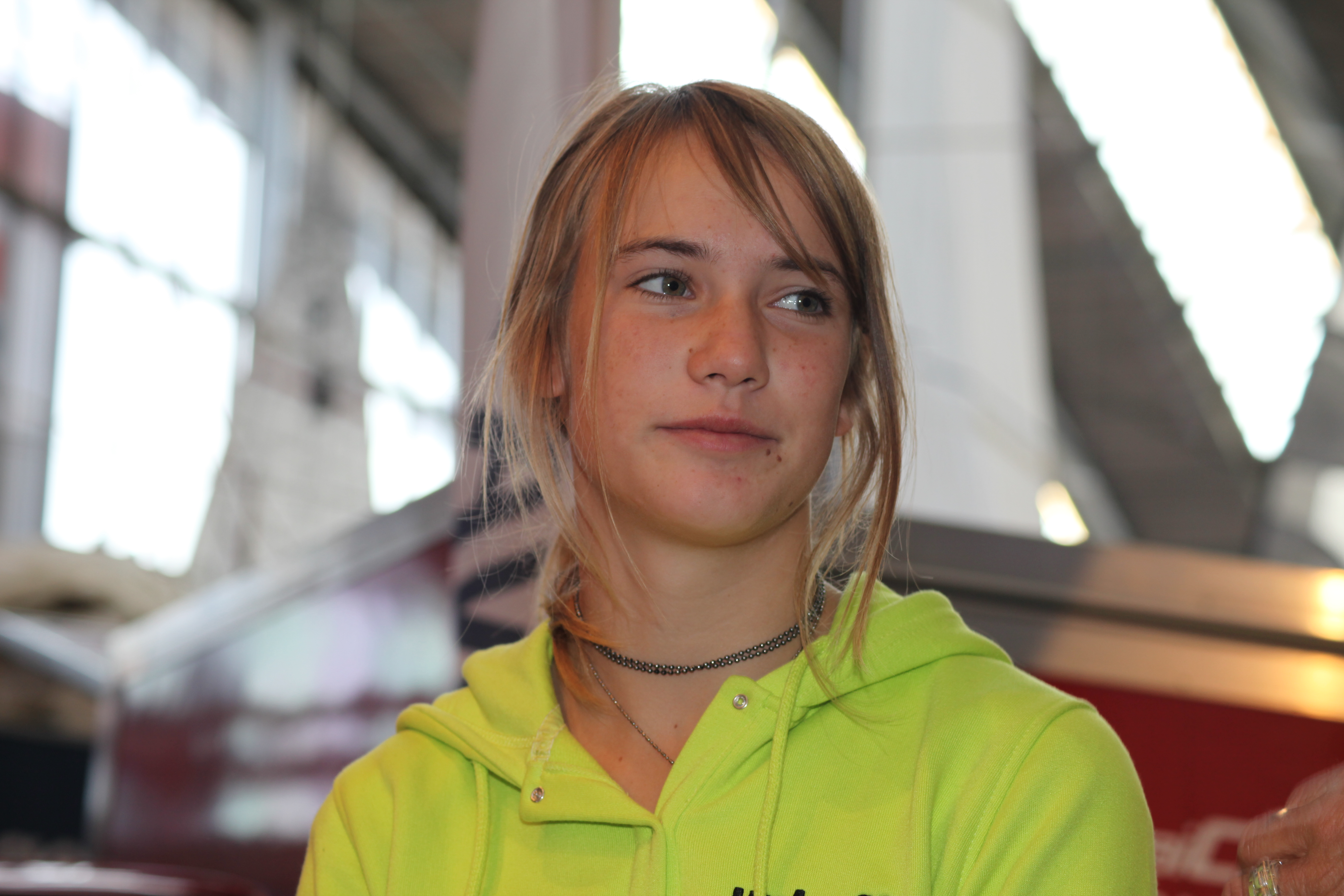
Laura Dekker

### 4 augustus
- De jonge Nederlandse zeilster Laura Dekker begint aan haar solo-zeiltocht rond de wereld.

### 5 augustus
- Bij een bomaanslag op het vliegveld van Zamboanga City in het zuiden van de Filipijnen vallen twee doden en raken 22 mensen gewond, onder wie Abdusakur Tan, de gouverneur van de provincie Sulu.
- Bij het mijnongeval in Copiapó in Chili raken 33 mijnwerkers opgesloten op een diepte van meer dan 600 meter. Pas ruim 2 maanden later zouden ze worden bevrijd.
- De Kenianen keuren in een referendum een nieuwe grondwet goed, waardoor de macht van de president wordt ingeperkt. De volksraadpleging kwam er na hevige rellen in de nasleep van de presidentsverkiezingen van 2007.

### 6 augustus
- Ruim een maand na zijn overwinning bij de presidentsverkiezingen wordt Bronisław Komorowski beëdigd als president van Polen.

### 7 augustus
- In de provincie Gansu in het noordwesten van China ontstaat na hevige regenval en overstromingen een aardverschuiving die aan zeker 1.100 mensen het leven kost.

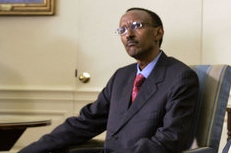
Paul Kagame

### 10 augustus
- Zetelend president Paul Kagame van de voormalige guerrillabeweging FPR wint met 93 % van de stemmen de bijzonder betwiste presidentsverkiezingen in Rwanda.
- De Wereldgezondheidsorganisatie (WHO) verklaart dat de Mexicaanse griep niet langer een pandemie is: het virus zou niet langer actiever zijn dan de gewone seizoensgriep.

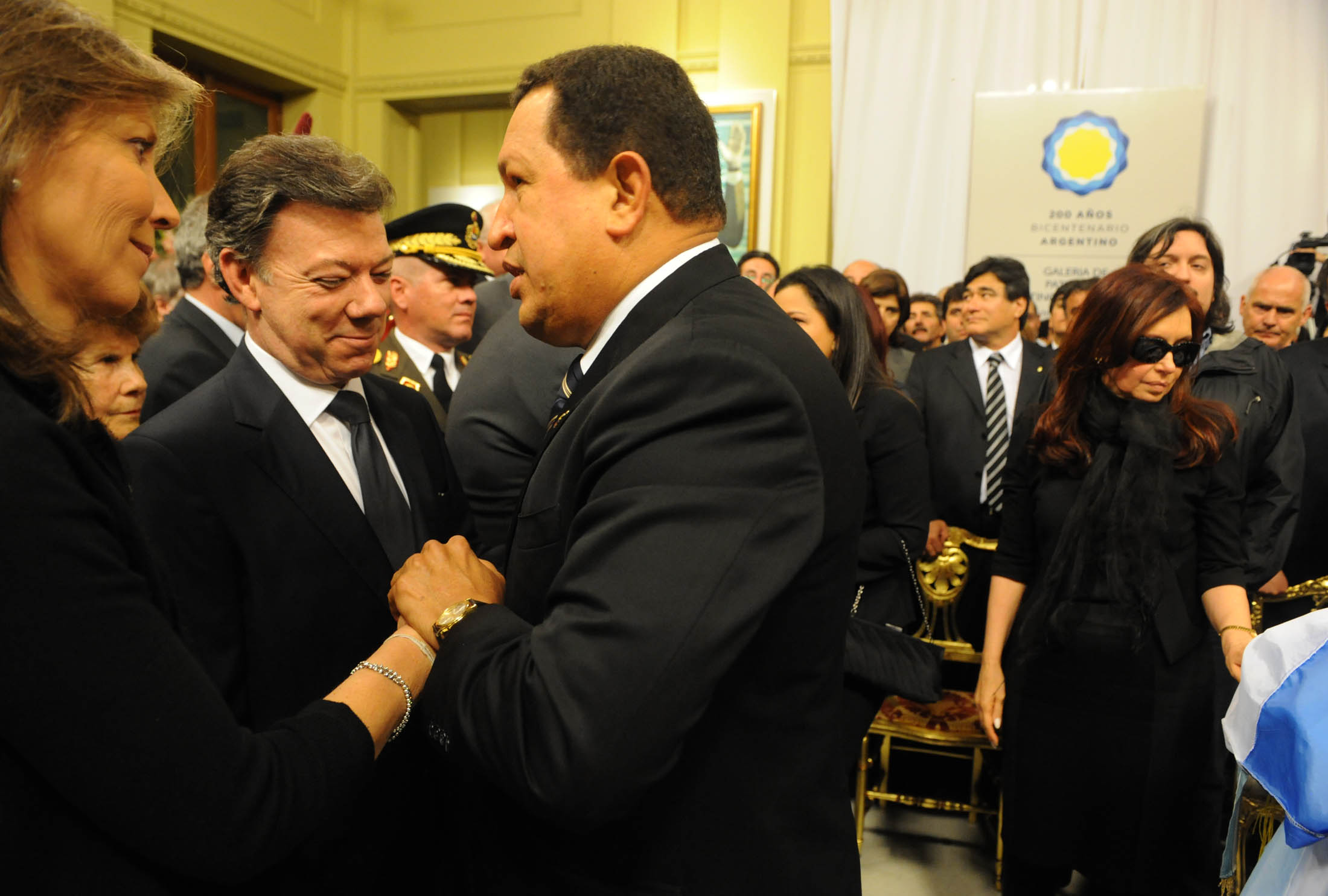
Hugo Chavez en Juan Manuel Santos

### 11 augustus
- In de Salomonseilanden wordt de SIDP van John Keniapisia de grootste partij na de parlementsverkiezingen. Een groot deel van de verkozen parlementariërs is echter onafhankelijk, en coalitiegesprekken zullen in verregaande mate beïnvloed worden door aan wie zij hun steun zullen geven.
- De Venezolaanse president Hugo Chavez en de kort daarvoor aangetreden Colombiaanse president Juan Manuel Santos maken bekend de diplomatieke betrekkingen tussen de twee landen te gaan herstellen, nog geen drie weken nadat deze waren verbroken na beschuldigingen door Santos' voorganger Álvaro Uribe dat Chavez de rebellenbeweging FARC zou steunen.

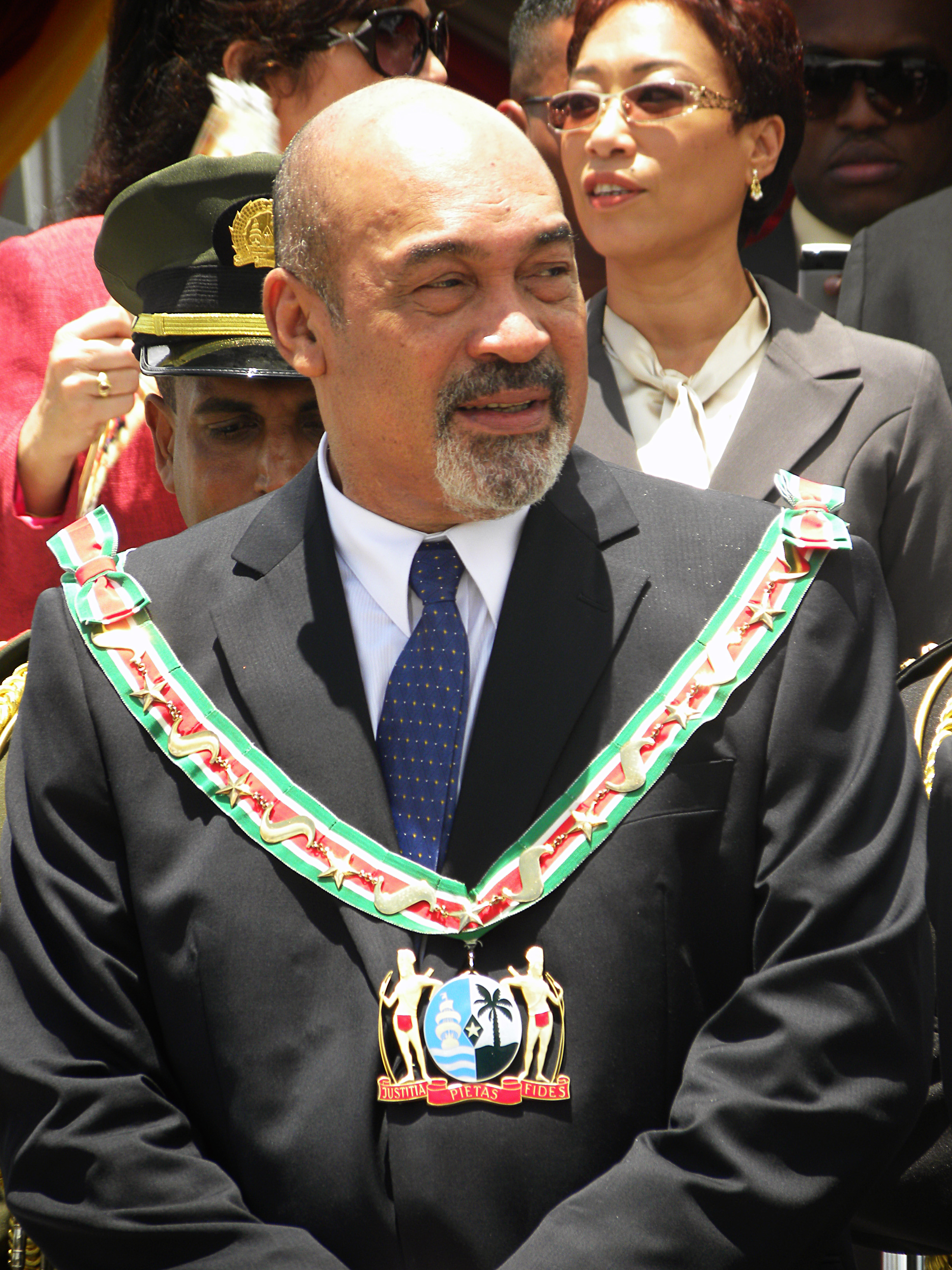
Desi Bouterse kort na de inauguratie

### 12 augustus
- In een buitengewone vergadering van De Nationale Assemblée wordt Desi Bouterse geïnaugureerd als de nieuwe president van Suriname.
- Thierry de Bournonville, de liberale burgemeester van de stad Stavelot in Waals België, wordt door een van zijn zonen neergestoken en in kritieke toestand naar het ziekenhuis gebracht.

### 14 augustus
- In Singapore vindt de openingsceremonie plaats van de eerste editie van de Olympische Jeugdspelen.

### 15 augustus
- Koningin Beatrix legt bij het Indisch Monument een krans om de capitulatie van Japan te herdenken. Door de overgave (65 jaar geleden) komt er een einde aan de Tweede Wereldoorlog in Zuidoost-Azië.

### 16 augustus
- Een Boeing 737-700 van de Colombiaanse luchtvaartmaatschappij AIRES crasht bij de landing in San Andrés op de Colombiaanse archipel San Andrés en Providencia voor de Nicaraguaanse kust. Een passagier komt om, 114 anderen raken gewond. Het vliegtuig was afkomstig van de hoofdstad Bogota.

### 17 augustus
- In het bergachtige noorden van de Filipijnen komen 42 mensen om het leven als een bus onderweg van Baguio naar San Fernando bij Sablan in een ravijn stort.

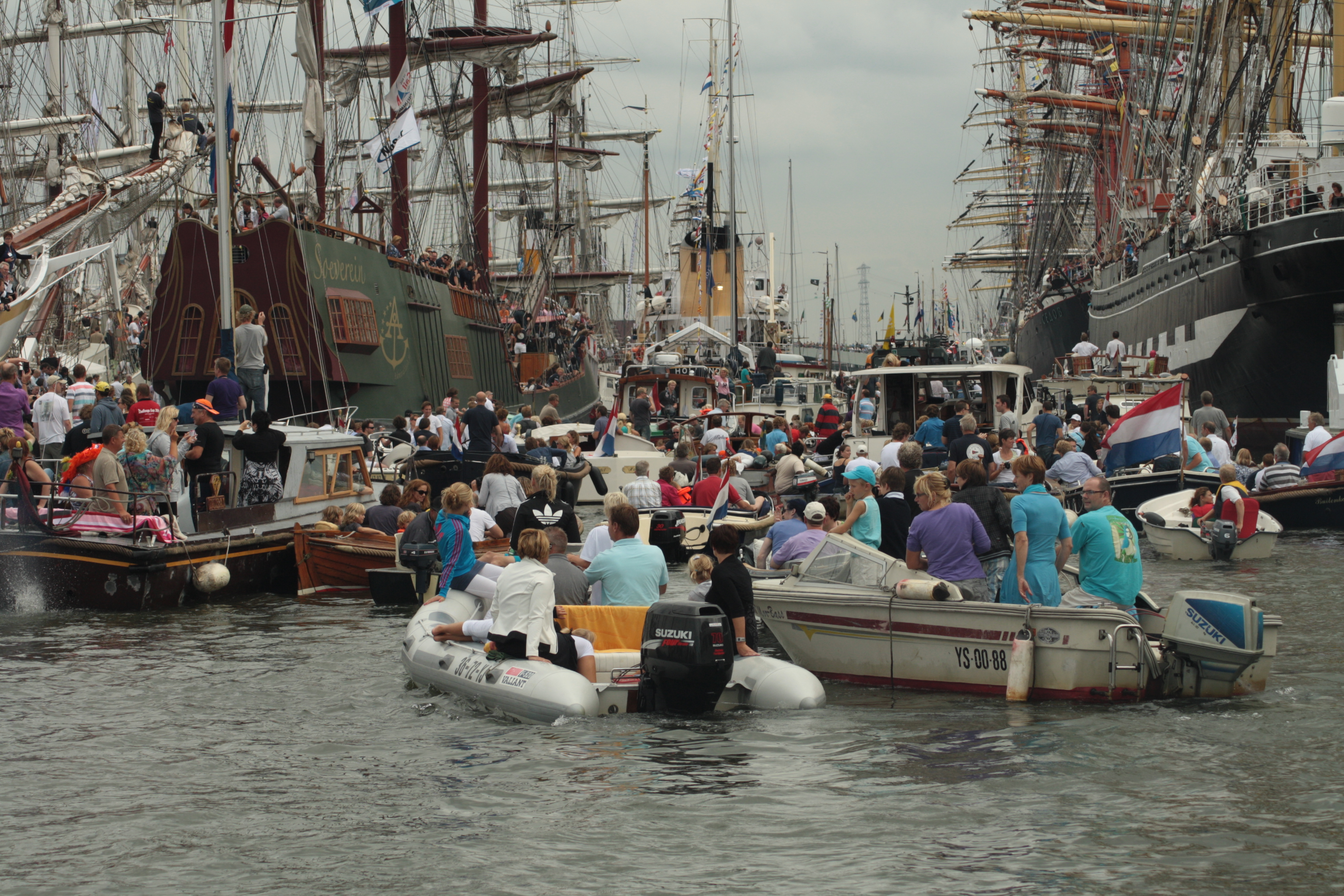
Sail Amsterdam 2010

### 19 augustus
- De laatste Amerikaanse gevechtstroepen verlaten Irak. Er blijven wel nog 50.000 soldaten in een "adviserende rol".
- In Amsterdam begint het zeilevenement Sail Amsterdam 2010.

### 22 augustus
- In Australië haalt noch de sociaaldemocratische ALP van premier Julia Gillard, noch de centrumrechtse oppositie met voormalig minister Tony Abbott een absolute meerderheid bij de parlementsverkiezingen, waardoor het land voor het eerst in zeventig jaar een coalitieregering zal krijgen.

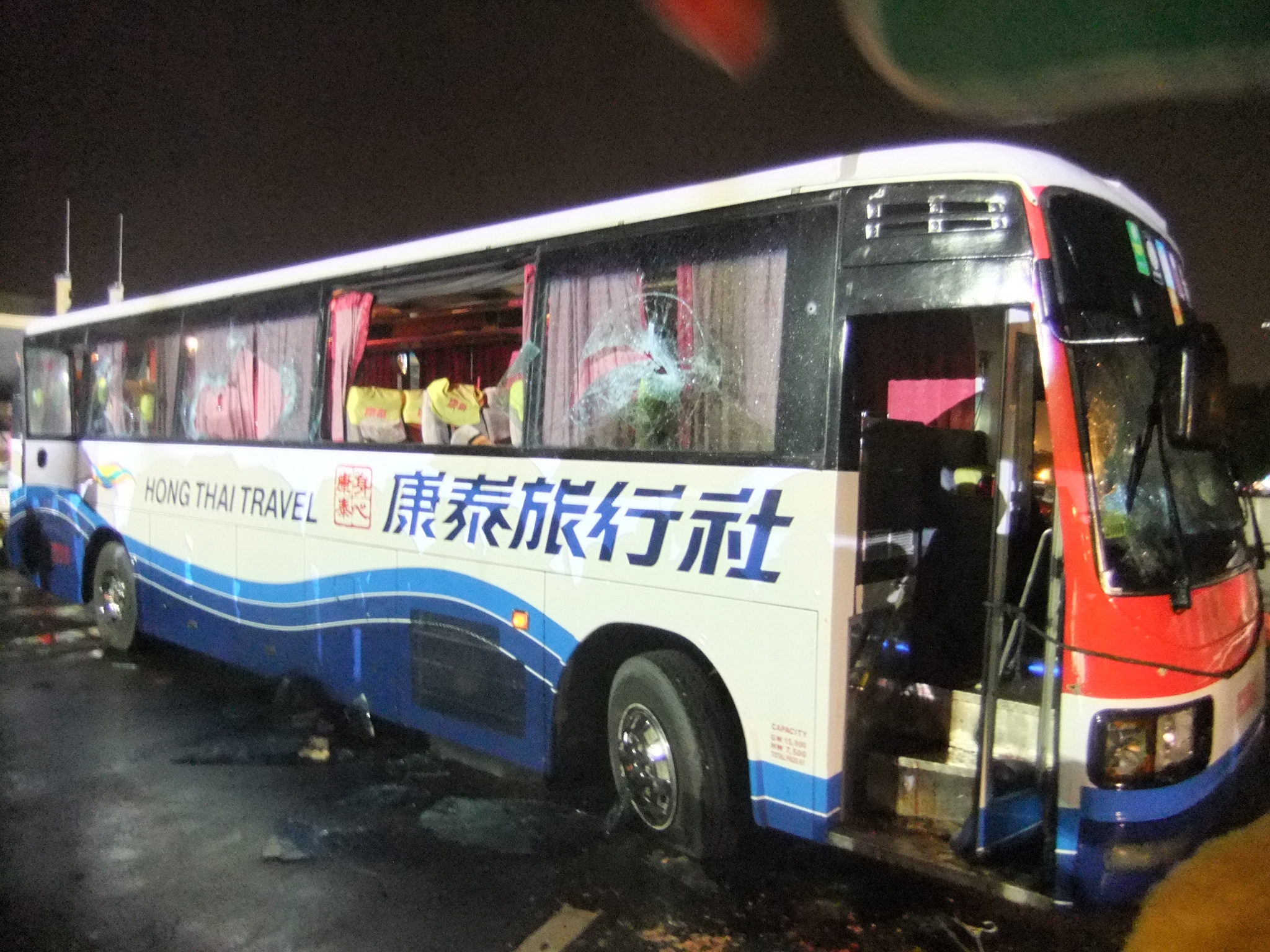
De bus na de kaping

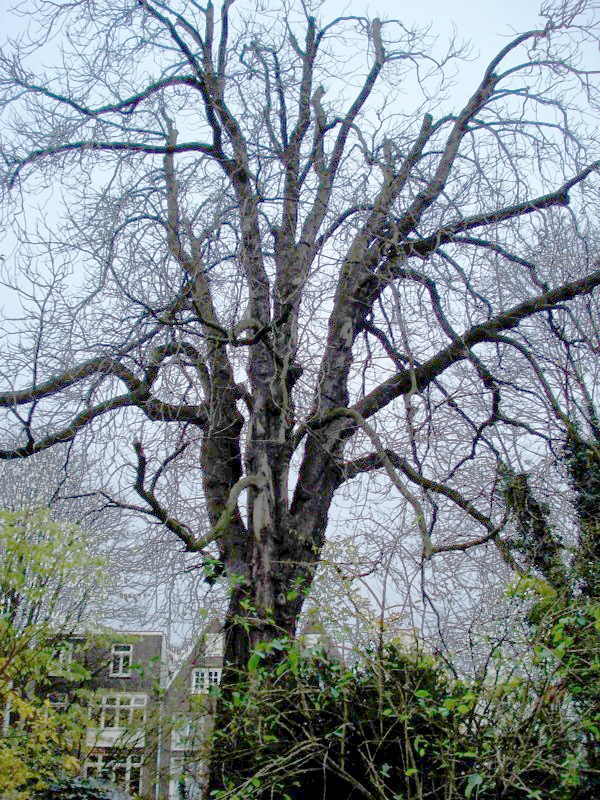
Anne Frankboom

### 23 augustus
- In de Filipijnse hoofdstad Manilla maakt een SWAT-team van de politie een einde aan een buskaping. Acht Chinese toeristen en de dader komen om het leven.
- De Anne Frankboom, een witte paardenkastanje die Anne Frank vanuit haar onderduikadres in het Achterhuis kon zien, waait om.

### 24 augustus
- Kroonprins Willem-Alexander brengt een werkbezoek aan het 400 Geneeskundig Bataljon van de Koninklijke Landmacht. Dit bataljon bestaat uit militairen en medici (voornamelijk reservisten) die uitgezonden kunnen worden op missies. Op de Generaal Spoorkazerne in Ermelo neemt de Prins van Oranje deel aan een les spoedeisende hulp.

### 25 augustus
- Daniel Philemotte, de Belgische zaakvoerder van de Congolese luchtvaartmaatschappij Filair, komt samen met 19 andere inzittenden om het leven bij de crash van een toestel dat hij zelf bestuurde tijdens een binnenlandse vlucht tussen Kinshasa-N'Dolo en Bandundu.

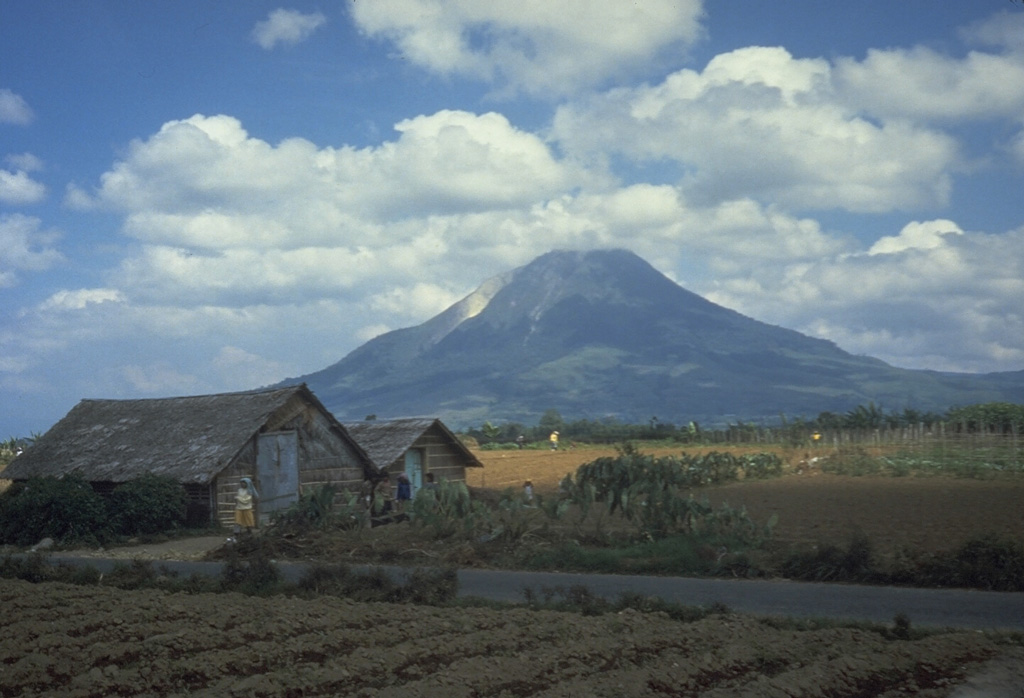
De vulkaan Sinabung

### 29 augustus
- Duizenden inwoners van het Indonesische eiland Sumatra slaan op de vlucht vanwege een dreigende uitbarsting van de vulkaan Sinabung, ongeveer 60 km ten zuidwesten van de Noord-Sumatraanse hoofdstad Medan.

### 30 augustus
- Kroonprins Willem-Alexander huldigt op het sportcentrum Papendal de medaillewinnaars van de Olympische Jeugdspelen die net terug zijn gekomen uit Singapore. Het evenement richt zich op topsporters van 14 en 18 jaar.

## Overleden
← · januari · februari · maart · april · mei · juni · juli · augustus · september · oktober · november · december ·  →